# Dolichopeza (Nesopeza) fumidapex
Dolichopeza (Nesopeza) fumidapex is een tweevleugelige uit de familie langpootmuggen (Tipulidae). De soort komt voor in het Oriëntaals gebied.